# Efecte IKEA
L'efecte IKEA és un biaix cognitiu en què els consumidors donen un valor desproporcionat als productes que han creat parcialment. El nom fa referència al fabricant i venedor de mobles suec IKEA, que ven molts mobles que requereixen muntatge.
Un estudi del 2011 va trobar que els subjectes estaven disposats a pagar un 63% més pels mobles que havien muntat ells mateixos que pels elements "premuntats" equivalents.

## Història i antecedents
L'efecte IKEA va ser identificat i nomenat per Michael I. Norton de la Harvard Business School, Daniel Mochon de Yale i Dan Ariely de Duke, que van publicar els resultats de tres estudis el 2011. Van descriure l'efecte IKEA com "la feina sola pot ser suficient per induir un major gust pels fruits del treball: fins i tot construir una oficina estandarditzada, una tasca àrdua i solitària, pot portar a la gent a sobrevalorar les seves creacions (sovint mal construïdes)".
Norton, Mochon i Ariely van citar el treball anterior d'altres investigadors sobre la "justificació de l'esforç" que havia demostrat que com més esforç hi fes algú, més ho valorarà algú. Aquest fenomen havia estat observat per Leon Festinger (1957) i en àmbits que van des de la psicoteràpia (Axsom i Cooper, 1985) i el rentat de cervell (Schein, 1956).

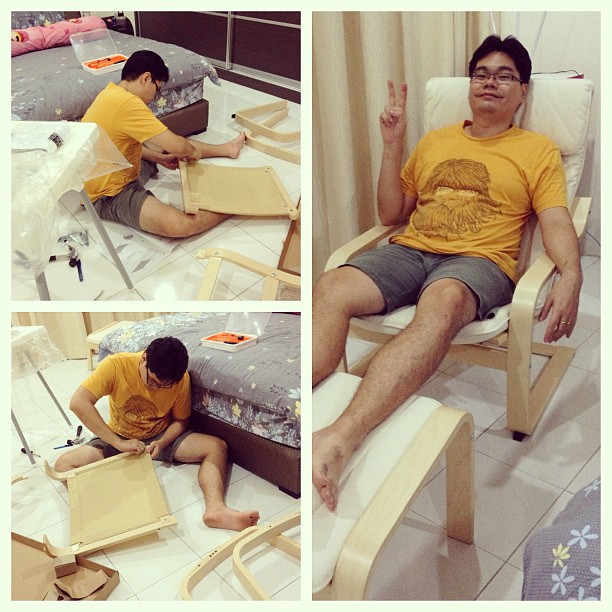
Un home construint una cadira Ikea Poäng

Els dissenyadors de productes estaven familiaritzats amb l'efecte IKEA molt abans que se li donés un nom. Norton i els seus col·legues van assenyalar que, tot i que encara no s'havia nomenat ni establert científicament, havia estat reconegut pels venedors durant molt de temps. Ells i els seus companys investigadors van citar el producte Build-a-Bear, que permet a la gent fer els seus propis ossets de peluix. Molts consumidors gaudeixen d'aquesta opció, tot i que cobren un preu elevat per un producte pel qual, gràcies a la seva mà d'obra, el fabricant no ha de pagar costos de producció. A més, els investigadors van assenyalar la popularitat dels "haycations", en què la gent de la ciutat paga per fer el treball dels agricultors per ells. En tots aquests casos, plantegen els investigadors, la gent sembla més disposada a pagar per un article en el qual han posat una part del seu propi treball.
Els investigadors van assenyalar que, com a resultat d'estudis anteriors de psicologia del consumidor que bàsicament apuntaven a l'existència de l'efecte IKEA, moltes empreses van passar de veure els consumidors com a "receptors de valor" a "cocreadors de valor". Un dels elements d'aquest canvi va ser la implicació dels consumidors en el disseny, el màrqueting i les proves de productes.
Un estudi de 1959 d'Aronson i Mills que s'ha descrit com un "clàssic" va produir resultats que semblen reflectir l'efecte IKEA o un fenomen estretament relacionat. Les dones participants havien de sotmetre's a "cap iniciació, una iniciació lleu o una iniciació severa" abans d'entrar en un grup de discussió. La valoració posterior de les dones sobre el valor del grup era proporcional a l'esforç que se'ls havia exigit abans de ser admeses al grup.
Citant el treball d'altres investigadors que demostra "una necessitat humana fonamental d'efectivitat: la capacitat de produir amb èxit els resultats desitjats en el mateix entorn", Norton i els seus companys van argumentar que "un dels mitjans pel qual les persones aconsegueixen aquest objectiu és afectar i controlar objectes i possessions". Van posar especial èmfasi en l'estudi "seminal" de Bandura de 1977 que demostrava que "la finalització de les tasques amb èxit" era un "mitjà crucial pel qual la gent pot assolir el seu objectiu de sentir-se competent i en control".

## Els experiments de Norton i altres
Norton i els seus col·legues van dur a terme una investigació per esbrinar si els consumidors pagarien preus més alts pels productes que requereixen autoassemblatge. La investigació va consistir en tres experiments diferents en què els participants van construir articles de Lego, van plegar figures d'origami i van muntar caixes IKEA.
A la primera part de l'experiment, a part dels subjectes se'ls va encarregar de muntar mobles d'IKEA, mentre que a altres se'ls va permetre examinar una versió preconstruïda del mateix moble. Aleshores, els investigadors van demanar als participants que posessin el preu dels articles. Els resultats van mostrar que els subjectes que van construir els mobles estaven disposats a pagar un 63% més que els que van rebre mobles prefabricats.
En una segona part de l'experiment, els investigadors van demanar als subjectes que fessin granotes d'origami o grues, seguint un full d'instruccions proporcionat. Després van preguntar als subjectes quant estaven disposats a pagar pel seu propi treball. Aleshores, els investigadors van reunir un altre grup de subjectes que no havien participat en la creació de l'origami. Es va preguntar als nous subjectes quant estaven disposats a pagar per un origami construït pels participants. Després d'això, els investigadors van mostrar origami fets per experts a un altre grup de no constructors i els van preguntar quant estaven disposats a pagar per això. Es va trobar que els constructors estaven disposats a pagar unes 5 vegades més per la seva pròpia creació que els no constructors, com s'esperava des de la primera part de l'experiment. Quan se li va preguntar quant pagaria algú més pel seu origami, els constructors també van donar un preu alt al seu treball, demostrant que realment pensen que l'origami té un gran valor. El segon grup de no constructors estaven disposats a pagar per l'origami ben elaborat aproximadament tant com els constructors estaven disposats a pagar pel seu origami.
El tercer i últim experiment va implicar dos grups de subjectes. Al primer conjunt se'ls va dir que muntés completament un moble d'IKEA. El segon conjunt també va rebre instruccions per muntar un moble d'IKEA, però només parcialment. Tot seguit, tots dos grups van participar en la licitació d'aquests objectes. Els resultats van mostrar que les persones que havien construït la caixa completament estaven disposades a pagar més que les persones que només havien construït parcialment un article.

## Conclusions de Norton i altres
Els experiments de Norton i els seus col·legues van demostrar que l'autoassemblatge afecta l'avaluació d'un producte per part dels seus consumidors. Els resultats suggereixen que quan les persones construeixen elles mateixes un producte determinat, encara que en facin un mal treball, valoren més el resultat final que si no haguessin fet cap esforç en la seva creació.
Els participants, van escriure Norton i els seus col·legues, "veien que les seves creacions amateurs tenien un valor similar a les creacions d'experts i esperaven que els altres compartissin les seves opinions". Per descomptat, "la feina només condueix a l'amor quan el treball dona com a resultat una realització satisfactòria de les tasques; quan els participants construïen i després destruïen les seves creacions, o no les van completar, l'efecte IKEA es va dissipar". Els investigadors també van concloure "que la mà d'obra augmenta la valoració tant per als 'fes-ho-tu-mateix' com per als novells".
Els investigadors van assenyalar que el seu ús de "caixes IKEA senzilles i conjunts de Lego que no permetien la personalització" no va impedir que els participants manifestessin l'efecte IKEA.

## Investigació posterior
Gibbs i Drolet (2003) van demostrar que augmentar els nivells d'energia dels consumidors pot persuadir-los de seleccionar experiències que impliquin un esforç més gran. Però s'ha advertit a les empreses que no desafiïn massa els consumidors, no sigui que no puguin completar una tasca i, per tant, acabin insatisfets.
La investigació de Dahl i Moreau (2007) suggereix que els clients estan més satisfets quan hi ha un límit a la quantitat de creativitat que poden expressar en el muntatge d'un producte.

## Causes
Un factor és que "l'autoassemblatge de productes pot permetre que les persones se sentin competents i mostren proves d'aquesta competència". A més, la idea que estan "estalviant diners comprant productes que requereixen una mica de muntatge" els pot fer sentir com a "compradors intel·ligents".
S'han suggerit altres possibles explicacions per a l'efecte IKEA, com ara "un enfocament en els atributs positius del producte i la relació entre esforç i gust". L'efecte IKEA és un dels diversos biaixos cognitius que semblen reflectir un vincle causatiu entre l'esforç percebut i la valoració.
El treball de Norton i altres va demostrar que la valoració dels productes per part dels participants no va ser causada per la propietat dels mateixos o per "més temps dedicat a tocar-los".

## Exemples
Es creu que l'efecte IKEA contribueix a l'"efecte dels costos enfonsats", que es produeix quan els directius continuen dedicant recursos a projectes de vegades fallits en els quals han invertit la seva feina. L'efecte també està relacionat amb la síndrome del "no inventat aquí", on els directius ignoren les bones idees desenvolupades en altres llocs, en favor de les idees desenvolupades internament (possiblement inferiors).
L'escriptor Tyler Tervooren es va adonar que estava presenciant un exemple de l'efecte IKEA quan va visitar una casa que estava a la venda a un preu que era "almenys 30.000 dòlars massa" i va descobrir que la raó per la qual el propietari sobrevalorava la casa tan dramàticament era que ella havia "fet la casa construïda ella mateixa i personalitzant-ne tots els aspectes al seu gust". Però tot i que considerava la casa com "una obra mestra", Tervooren "va veure una casa com qualsevol altra, però amb colors de pintura que mai triaria". Tervooren es va adonar que ell també havia estat víctima de l'efecte IKEA en diverses ocasions: "Vaig tenir un vincle especial amb el meu cotxe vell perquè sempre hi vaig treballar jo mateix. I quan el meu iPhone es va trencar l'any passat, el vaig desmuntar i vaig aprendre a arreglar-lo per poder seguir utilitzant-lo".
Es pot dir també que l'efecte IKEA es manifesta en situacions en què els programadors han estat convidats a ajudar (sense pagament) en la creació de programes i sistemes operatius de codi obert, com ara Linux.

### Animals
L'efecte IKEA també s'ha observat en animals, com rates i estornells, que prefereixen obtenir aliments de fonts que requereixen un esforç per part seva (Kacelnik i Marsh, 2002; Lawrence i Festinger, 1962).

### Negocis
Tervooren ha aconsellat als propietaris d'empreses que "poden obtenir grans beneficis fent que l'efecte IKEA funcioni per als seus clients. Sempre que pugueu, deixeu-los personalitzar els productes i serveis que oferiu per satisfer les seves necessitats. Fes-los sentir com si la seva pròpia creativitat i esforç es va dedicar a aconseguir el que necessiten de tu. Pagaran més per això".
Un article de Forbes 2012 va aconsellar als venedors que "si els vostres clients munten el vostre producte, els agradarà més", però va afegir que "és essencial un procés de muntatge clar i lliure de frustracions".
S'ha recomanat als dissenyadors d'aplicacions informàtiques que aprofitin l'efecte IKEA proporcionant "dades de mostra, valors predefinits i plantilles editables per ajudar que la vostra aplicació se senti animada amb contingut i connexions, i viva per als usuaris". A continuació, utilitzeu activadors, indicacions i guies de correu electrònic per fer que la gent interaccioni amb aquest contingut, fins i tot si només es tracta de moure una targeta en un tauler o respondre a un correu electrònic. Això ajuda a reduir la por i la frustració de tractar amb un producte nou alhora que augmenta les capacitats". Els fabricants de productes informàtics com Wistia, Basecamp i iDoneThis s'han guiat per l'efecte IKEA per presentar-los al públic.

### Consumidors
Norton i els seus col·legues van advertir que l'efecte IKEA podria portar a la gent a sobrevalorar les seves pròpies pertinences quan les ofereixen a la venda. Per exemple, "la gent pot veure que les millores que han fet a les seves cases, com ara les passarel·les de maó que van col·locar a mà, augmenten el valor de la casa molt més que els compradors, que només veuen una passarel·la construïda malament".
D'altra banda, un article de 2012 a Psychology Today va suggerir que "si us costa decidir entre comprar alguna cosa preconstruïda o muntar-la vosaltres mateixos, el treball addicional que pot semblar que no val la pena ara podria molt bé posar un somriure a la teva cara quan tot estigui fet. Estalviar-te la mà d'obra només et podria aportar una mica de felicitat".